# Pouce-Pouce entre dans la course
Pouce-Pouce entre dans la course est un jeu vidéo éducatif d'aventure, publié en 1998. Il s'agit du troisième jeu de la série des Pouce-Pouce.

## Résumé
Pouce-Pouce et Peps reçoivent une lettre de la Redline Rick les invitant à participer à une course de 500 km à Tacoville. Comme ils attendent se genre d'événement depuis le début de l'année, ils acceptent. Mais Pouce-Pouce a besoin de quelques affaires avant de pouvoir participer. Il se rend donc à Tacoville pour les trouver. Il doit trouver un nombre important d'objets avant de pouvoir être qualifier pour la course : une batterie haute-puissance, une essence à indice d'octane élevé, des pneus de course radiaux hyper rapides, un casque de sécurité pour Peps et un drapeau triangulaire sur lequel figure son numéro officiel de participation. Lorsqu’il a rassemblé tous ces objets, Pouce-Pouce est autorisé à participer à la course. À la fin de celle-ci, Redline Rick annonce la victoire de Pouce-Pouce et lui remet une médaille et un trophée. S'il ne l’avait pas remporté, il n'aurait gagné qu'un ruban.

## Production
Le jeu est créé par Humongous en tant que troisième opus de la série populaire de jeux éducatifs Pouce-Pouce en 1998. Il est réédité en 2014 pour iOS, Android et Steam.

## Promotion
La sortie du jeu est officiellement annoncée à l'Electronic Entertainment Expo 1998 à Atlanta,. Ralph Giuffre, le vice-président du marketing et des licences chez Humongous, déclare : « Nous sommes extrêmement excités car pour la toute première fois, les enfants pourront s'assoir au siège du conducteur de Pouce-Pouce et faire un tour sur l'autoroute de Tacoville avec leur voiture violette favorite ». Le 14 janvier, le site web de Humongous lance une célébration d'une semaine pour le jeu, laquelle offre aux joueurs des démos téléchargeables gratuitement, des jeux en ligne, des concours et autres marchandisages au Putt-Putt's Pit Shop. En décembre 1999, Humongous s'associe avec la fondation Make-A-Wish pour des promotions de vacances au cours desquelles les clients peuvent « donner 10$ à la fondation, ou donné 2$ et recevoir 8$ en retour » en participant à un concours dont la récompense est les 16 jeux les plus vendus de Humongous, dont ce jeu,.

## Accueil
Sonic félicite la façon dont le jeu a d'être à la fois amusant et éducatif, tout en défiant les enfants de manière créative. SuperKids remarque que le jeu est particulièrement adapté aux enfants qui ont de la curiosité et de la patience. Eugene Regiter-Guard décrit le jeu comme « challengeant et amusant ». Le Bryan Times loue son interface utilisateur. Lakeland Ledger pense que le jeu est « charmant ». Ouders Online trouve le jeu extrêmement amusant, et ajoute que Pouce-Pouce est un bon modèle. Le Boston Herald félicite l'« animation douce et apaisante des personnages » du jeu, et ajoute que sa complexité plaira aux joueurs plus âgés.